# 富岡川
富岡川（とみおかがわ）は、福島県双葉郡川内村から同郡富岡町に至り太平洋に注ぐ河川であり、二級水系富岡川水系の本流である。

## 地理
福島県双葉郡川内村毛戸と田村市都路町の境に位置する大鷹鳥谷山を水源とし、富岡町の中心部を流れ町内小浜地区にて太平洋に注ぐ。富岡町と川内村の町境付近は滝川渓谷と呼ばれ紅葉の名所であり、現在は滝川ダムが設置されている。

## 流域の自治体
福島県
- 双葉郡
  - 川内村
  - 富岡町

## 支流
下流より記載
- 関根川
- 遅泥川
- 荻野沢川

## 主な橋梁
下流より記載
- 子安橋（福島県道391号広野小高線）
- JR常磐線富岡川橋梁
- 富岡橋（国道6号）
- 鶺鴒大橋（二級町道中町関根線）
- 門口橋（福島県道112号富岡大越線）
- 諸沢橋（一級町道宮の原岩井戸線）
- 田の口橋（富岡町道宮ノ原田の口線）
- 上本町橋（富岡町道上本町沼名子線）
- 富岡川橋（常磐自動車道）
- 麓山大橋（福島県道35号いわき浪江線）
- 平道地橋（富岡町道平道地線）
- 大木戸川原橋（富岡町道大石原大木戸川原線）
- 片倉大橋（福島県道36号小野富岡線）
- 瀧海大橋（福島県道36号小野富岡線）
- 毛戸橋（福島県道36号小野富岡線）
- 新田吾沢橋（福島県道36号小野富岡線）
- 鍋倉橋（福島県道36号小野富岡線）

## 河川施設
- 滝川ダム
- 荻ダム（萩野沢川）
- 毛戸ダム（毛戸川）